# Nannocharax ogoensis
Nannocharax ogoensis is een straalvinnige vissensoort uit de familie van de hoogrugzalmen (Distichodontidae). De wetenschappelijke naam van de soort is voor het eerst geldig gepubliceerd in 1911 door Pellegrin.